# Valerie Luksch
Valerie Luksch (* 13. Juni 1994 in Wien) ist eine österreichische Musicaldarstellerin.

## Leben
Valerie Luksch wurde in Wien geboren und studierte Gesang, Tanz und Schauspiel an der Theaterakademie August Everding in München. Ihre ersten Bühnenerfahrungen sammelte sie als Kind an der Volksoper Wien, wo sie als Mitglied des Kinderchors in vielen Produktionen mitwirkte, wie zum Beispiel Der Evangelimann unter der Regie von Josef Ernst Köpplinger, Carmen, Turandot, Anatevka in der Rolle der Sprintze und viele mehr. Parallel dazu nahm sie Ballettunterricht an der Wiener Staatsoper und begann ihre Klavierausbildung, wofür sie Laufe der Jahre wiederholt ausgezeichnet wurde.
Anschließend gastierte Valerie Luksch mehrmals am Münchner Staatstheater am Gärtnerplatz, sowie dem Theater St. Gallen, wo sie unter anderem in den Musicals Jesus Christ Superstar, On the Town und My Fair Lady auf der Bühne zu sehen war.
2018 übernahm sie die Rolle der Chava in dem Musical Anatevka beim Operettensommer Kufstein, für die sie als beste Nachwuchskünstlerin beim Österreichischen Musiktheaterpreis nominiert wurde.
Im Jahr darauf spielte sie die Magnolia in Show Boat am Stadttheater Baden, für die sie erneut als beste Nachwuchskünstlerin beim Österreichischen Musiktheaterpreis nominiert wurde.
Weitere Engagements umfassten Rollen wie Tuptim in The King and I, Irene Molloy in Hello Dolly, Kathy Selden in Singin’ in the Rain und Cinderella in Into the Woods.
Im Sommer 2021 überzeugte sie das Publikum bei den Seefestspielen Mörbisch mit ihrer Darstellung der Maria in West Side Story. Daraufhin fasste sie in der Operettenwelt Fuß und wurde in der Titelrolle in der gleichnamigen Operette Sissy engagiert.
2022 sah man sie als Lucy in Dracula am Deutschen Theater München und 2023 verkörperte sie die Rolle der Nannerl in Mozart! bei den Freilichtspielen Tecklenburg.
Seitdem stellte Valerie Luksch ihre Vielseitigkeit in zahlreichen Produktionen unter Beweis.
Am Landestheater Linz war sie in verschiedenen Rollen zu sehen, darunter als Clara in The Light in the Piazza, Sandy in Tootsie, Alice in Wonderland und Portia in Something Rotten!.
Zurzeit spielt sie die Rolle der Johanna in Sweeney Todd.

## Rollen
- 2025: Johanna in Sweeney Todd – Landestheater Linz
- 2024: Portia in Something Rotten! – Landestheater Linz
- 2024: Alice in Wonderland – Landestheater Linz
- 2024: Sandy Lester in Tootsie – Landestheater Linz
- 2024: Joan Fletcher in Strike up the Band – Landestheater Linz
- 2023: Nannerl in Mozart! –  Freilichtspiele Tecklenburg
- 2022: Lucy in Dracula – Deutsches Theater München
- 2022: Sissy in Sissy – Opera Sommerfestspiele auf Schloss Tabor
- 2022: Cinderella in Into the Woods – Sommerfestspiele Brunn am Gebirge
- 2021: Maria in West Side Story – Seefestspiele Mörbisch
- 2020: Irene Molloy in Hello Dolly – Stadttheater Baden
- 2020: Kathy Selden in Singin’ in the Rain – Theater in Eggenfelden
- 2020: Tuptim in The King and I – Stadttheater Baden
- 2019: Magnolia in Show Boat – Stadttheater Baden
- 2018: Chava in Anatevka – Operettensommer Kufstein
- 2015: Rotkäppchen in Into the Woods – Deutsches Theater München

## Auszeichnungen
- 2024: Nominierung zur besten Hauptdarstellerin für die Rolle der Alice in Wonderland bei BroadwayWorld
- 2024: Nominierung zur besten Hauptdarstellerin für die Rolle der Clara in Light in the Piazza bei BroadwayWorld.
- 2020: Nominierung zur besten Nachwuchskünstlerin beim Österreichischen Musiktheaterpreis
- 2019: Nominierung zur besten Nachwuchskünstlerin beim Österreichischen Musiktheaterpreis
- 2017: Finalistin bei der Cross Over Competition – Heinrich Strecker Wettbewerb
- 2016: Finalistin beim Bundeswettbewerb Gesang Berlin
- 2008: 1. Preis als jugendliche Klavierbegleitung bei Prima la Musica
- 2006: 1. Preis als Klaviersolistin bei Prima la Musica